# Super Nacho
Super Nacho (Nacho Libre) è un film del 2006 co-sceneggiato e diretto da Jared Hess.
Remake del film L'homme du masque d'or del 1991. Il film è ispirato alla storia vera di Sergio Benìtez, un prete che ebbe una carriera ventitrennale come lottatore e che gareggiò in modo da sostenere sia la sua chiesa che l'orfanotrofio che aveva fondato.

## Trama
Il giovane Ignacio Benítez lavora come cuoco nell'orfanotrofio dove è cresciuto tra i monaci diventando anche uno di essi. Un giorno però l'orfanotrofio cade in povertà e Ignacio decide di diventare un wrestler per finanziarlo e inizia ad allenarsi duramente. In quel periodo un anziano di nome Reyes si avvicina a lui dicendogli di essere stato il campione prima che Ramses, il campione in carica rimasto ormai imbattuto da diversi anni, lo sconfiggesse e lo costringesse al ritiro. Dopo varie vicende, e una vittoria dietro l'altra, il giovane monaco si ritrova in finale, trovandosi finalmente faccia a faccia con Ramses. Dopo un lungo scontro il campione gli toglie la maschera rivelando la sua identità e, nonostante il regolamento preveda che Ignacio debba abbandonare il ring per aver perso la maschera combattendo, egli resta sul ring e combatte Ramses, riuscendo a sconfiggerlo diventando il nuovo campione e guadagnando abbastanza soldi da poter finanziare il suo orfanotrofio.

## Produzione
Dopo il poco successo del precedente L'homme du masque d'or si parlava di creare un altro lungometraggio basato sulla storia di Benítez.
Nel 1999 venne annunciato il nuovo film, con il titolo provvisorio Tormenta e che sarebbe stato in salsa comica.
Nel 2002 venne confermato invece l'attore che interpreta Benítez: Jack Black e sempre nello stesso anno viene annunciato il titolo ufficiale: Super Nacho (Nacho Libre in originale).
Nel 2004 lo stesso Sergio Benítez da cui presero ispirazione si inserì nel progetto chiedendo di apparire in un cameo. Il regista accettò la sua richiesta e gli fece interpretare un lottatore in pensione.

### Riprese
La pellicola è stata principalmente realizzata in California fra la Mexican Street degli Universal Studios ad Universal City e nello stato messicano di Oaxaca; la scena finale venne girata presso il sito archeologico del Monte Albán.

## Distribuzione
Il film viene distribuito nel 2006.